# جیم بنیتز رکساچ
جیمی بنیتز رکساچ (Jaime Benítez Rexach)‏ (۲۹ اکتبر ۱۹۰۸–۳۰ مه ۲۰۰۱)، مؤلف، شخصیت دانشگاهی و سیاستمدار پورتوریکویی بود. وی با سابقه‌ترین رئیس دانشگاه و نخستین رئیس دانشگاه پورتوریکو بود.

## اوایل زندگی
جیمی بنیتز رکساچ در جزیره ویکس که یک جزیره کوچک در حدود بیست مایلی ساحل سرزمین اصلی پورتوریکو است، در خانوادهٔ لئوس بنیتز و کندیدا رکساچ، بدنیا آمد. شاعران مشهور پورتوریکویی، ماریا بیبیانا بنیتز، آلِساندیرینا بنیتز دا گاتیر و جوس گاتیر بنیتز، از جملهٔ اجداد وی بودند. پنج ساله بود که مادرش فوت نمود و یکسال بعد پدرش درگذشت. خواهر بزرگش که در سان خوآن زندگی می‌کرد، مسئولیت بزرگ کردن وی و برادر و خواهرش را بدوش گرفت. بنیتز در مدرسه دولتی محل آموزش دید. در سال ۱۹۲۶ به هدف تحصیل در دانشگاه جورج‌تاون واقع واشینگتن دی. سی جزیره را ترک کرد، مدرک کارشناسی حقوق را در ۱۹۳۰ و مدرک کارشناسی ارشد حقوق را در سال ۱۹۳۱ از این دانشگاه به دست آورد. در همان سال امتحان کانون وکلای ناحیهٔ کلمبیا را سپری کرد و به پورتوریکو برگشت. در سال ۱۹۳۸ مدرک کارشناسی علوم را از دانشگاه شیکاگو به دست آورد.

## حرفه
بنیتز در سال ۱۹۳۱ حرفه تدریس را در دانشگاه پورتوریکو آغاز کرد که چهار دهه را دربر گرفت: دانشیار علوم اجتماعی و سیاسی که از سال (۱۹۳۱–۱۹۴۲) به طول انجامید و رئیس شعبهٔ مرکزی دانشگاه در ریو پیدرس از سال (۱۹۴۲–۱۹۶۶) تقریباً برای مدت سی سال. در سال ۱۹۴۸ در جریان دورهٔ تصدیش به عنوان رئیس دانشگاه، نهاد دانشجویی طرفدار استقلال، پدرو آلبیزو کامپوس رهبر ناسیونالیست را به عنوان سخنران مهمان در شعبهٔ ریو پیدرس دعوت کرد. در نتیجهٔ این کار دانشجویان تظاهرات نموده و دست به اعتصاب زدند. دانشگاه موقتاً تعطیل شد و رهبران اعتصاب از دانشگاه اخراج شدند. بنیتز به عنوان رئیس دانشگاه همچنین تعداد زیادی از دانشمندان و هنرمندان برجسته‌ای را که پس از جنگ داخلی اسپانیا را ترک نموده بودند، من‌جمله خوآن رامون خیمنس برندهٔ جایزه نوبل وپابول کاسالس نوازنده ویلون اهل کاتالونیا را در دانشگاه جذب کرد. در سال ۱۹۶۶ بنیتز نخستین رئیس این دانشگاه شد و تا سال ۱۹۷۱ در این سمت اجرای وظیفه نمود. با آغاز تدریس بنیتز این دانشگاه پنج هزار دانشجو داشت؛ موقعی که از این دانشگاه رفت تعداد دانشجویان این دانشگاه تحت رهبری او به چهل هزار افزایش یافته بود.
بنیتز مقالات، رسالات و کتاب‌های زیادی منتشر کرد. او مؤلف یک‌تعداد کتاب‌ها راجع به سیستم دانشگاه یا همان‌طور که خودش آن را «خانهٔ مطالعات» می‌نامید، بود، از جمله می‌توان به کتاب‌های کنار برج- برنامه روزهای یک دانشگاه چاپ (۱۹۶۳)، اخلاق و سبک دانشگاه چاپ (۱۹۶۴) و دربارهٔ آینده فرهنگی و سیاسی پورتوریکو چاپ (۱۹۶۵)، اشاره کرد. از سال ۱۹۵۶ تا سال ۱۹۷۱ مدیر و دست اندرکار برج یکی از مجلات پیشینه‌کاوی دانشگاه پورتوریکو بود. بنیتز نقش فعالی در بسیاری از سازمان‌های ملی و بین‌المللی داشت، که می‌توان به موارد ذیل اشاره کرد: از سال ۱۹۴۸ تا سال ۱۹۵۴ عضو کمیسیون ملی ایالات متحده برای سازمان آموزشی، علمی و فرهنگی سازمان ملل متحد (UNESCO) بود و در کنوانسیون‌های UNESCO در سال (۱۹۵۰) در پاریس فرانسه و در سال (۱۹۵۲) در هاوانای کوبا شرکت کرد. همچنین عضو کنوانسیون قانون اساسی پورتوریکو بود که در حین حضور در جلسهٔ UNESCO به این کنواسیون فراخوانده شده بود و از سال ۱۹۵۱ الی ۵۲ رئیس کمیتهٔ تهیهٔ پیش‌نویس منشور حقوق شهروندی بود. در سال ۱۹۵۶ عضو فرهنگستان هنر و علوم آمریکا انتخاب شد. از سال ۱۹۵۷ الی سال ۱۹۵۸ به‌عنوان رئیس انجمن ملی دانشگاه‌های دولتی کار کرد.
بنیتز که وابستگی نزدیک به لوئیس مونیوز مارین (لوئیس مونیوز مارین نخستین فرماندار انتخابی پورتوریکو در سال ۱۹۴۹ بود و در قسمت دستیابی به پیش‌نویس محلی قانون اساسی در سال ۱۹۵۲ کمک کرد) داشت، عضو کنوانسیون قانون اساسی بود و در تهیه پیش‌نویس منشور حقوق شهروندی جدید قانون اساسی جدید که حقوق اجتماعی و اقتصادی و به همین‌گونه حقوق بشری شهروندان را به رسمیت شناخت و همچنین در تهیه پیش‌نویس ابتدائی مقدمهٔ قانون اساسی، همکاری کرد. اما پس از این‌که مونیوز به بنیتز «رای عدم اعتماد» داد و او را به استفاده از سمت دانشگاهی به‌منظور ایجاد یک جنبش سیاسی رقیب برای حزب دموکرات خلق یا PDP خود متهم ساخت، این دو شخص با هم اختلاف پیدا کردند. بنیتز با یک رای در شورای آموزش عالی رای اعتماد بدست آورد. آن‌ها قبل از انتخابات‌های سال ۱۹۶۰ علناً با هم آشتی کردند اما با این وجود رابطه آن‌ها تا دههٔ ۱۹۶۰ متزلزل و ناپایدار بود.
در سال ۱۹۶۶ اساسنامهٔ دانشگاه دوباره تغییر داده شد تا امکان فعالیت سیاسی وسیع‌تر در محوطهٔ دانشگاه فراهم شود و بنیتز به سمت جدید ریاست دانشگاه که شغل بالاتر ولی از اختیارات کمتر برخوردار بود، ارتقا داده شد که در سال ۱۹۷۱ به‌علت فشارهای سیاسی دورهٔ حکومت نخستین دولت غیر از حزب دموکراتیک خلق پس از دههٔ ۱۹۳۰، از سمت خود کناره‌گیری کرد.
بنیتز در سال ۱۹۷۲ برای یک دورهٔ چهار ساله کمیسر مقیم (نمایندهٔ کنگره از سرزمین‌های تحت سرپرستی) پورتوریکو انتخاب شد. در مجلس نمایندگان ایالات متحده در کمیتهٔ آموزش و کار تعیین شد و این یک مأموریت مهم در کمیته برای شخصی بود که عمیقاً به آموزش اهمیت قائل می‌شد و به شرایط اجتماعی و کار پورتوریکو علاقه داشت. بنیتز در کنگره چهل و نهم، لایحهٔ قانونی را به‌منظور تعمیم قانون آموزش عالی سال ۱۹۶۵ به پورتوریکو، به کنگره پیش‌کش کرد. بنیتز با طرح لایحه قانونی برای اجازه دادن به ساموآی آمریکایی برای انتخاب فرماندار و نائب فرماندار و حمایت از صدور مجوز قرضه به دولت جزایر ویرجین، به امور قلمروهای ایالات متحده علاقمند شد.
در زمان که در کنگره بود، مدافع سرسخت وضعیت حقوقی فعلی پورتوریکو بود که از نظر وی بر ایالت بودن یا استقلال رجحان داشت. لایحهٔ قانونی (H.R. 11200) تقویت روابط پورتوریکو با ایالات متحده، در کمیته از بین رفت. بنیتز پس از یک تلاش ناموفق برای انتخاب مجدد به پورتوریکو برگشت. از سال ۱۹۸۰ تا سال ۱۹۸۶ در دانشگاه بین الآمریکایی پورتوریکو (IAU) تدریس کرد. وی استاد حکومت در کالج آمریکایی واقع در بایامون پورتوریکو بود.